# ジェイコブ・ノヴァック
ジェイコブ・ノヴァック（Jacob Novak、1982年11月7日 - ）は、アメリカ合衆国のプロレスラー。本名はドリュー・モルゾーン（Drew Molzhon）。ワシントン州ケント出身。

## 来歴
2009年、WWEとディペロップメント契約。2010年3月に傘下団体のFCWにてジェイコブ・ノヴァック（Jacob Novak）のリングネームでデビュー。7月から出場機会が多くなり、ジンダー・マハルとタッグを組んで活躍。
12月、NXTのシーズン4にルーキーとして参加。ドルフ・ジグラーをプロに迎えるも、シーズン途中でプロがクリス・マスターズと交代。ジグラーと似たキャラクターだったが存在感をアピールできず最下位の結果に終わった。
2011年3月、NXTシーズン5に今までNXTに参加し、脱落したレスラーたちが再びNXTの頂点を目指すという名目で参戦することが決定。プロはJTG。プロに影響されてエピソードが進むごとに、B系スタイルにキャラクターチェンジする、JTGと共にウィリアム・リーガルに喧嘩を吹っかけるも結局負けて、5月17日にシーズン5最初の脱落者となる。そして、6月に入ってシーズン5も終らないうちにリリースとなった。

## 得意技
- ノヴァック・アタック

フィニッシャー。ビッグブート
- バックドロップ